# VLK (motorfiets)
VLK is een Belgisch historisch merk van frames, fietsen en bromfietsen.
De naam komt waarschijnlijk van "Velka", want de producent was S.M. Velka in Antwerpen.
Dit bedrijf bouwde fietsen en bakkersfietsen, maar ook bromfietsen met inbouwmotoren van Garelli (de Garelli "Mosquito") en Zündapp.